# Henrik Lund (konstnär)

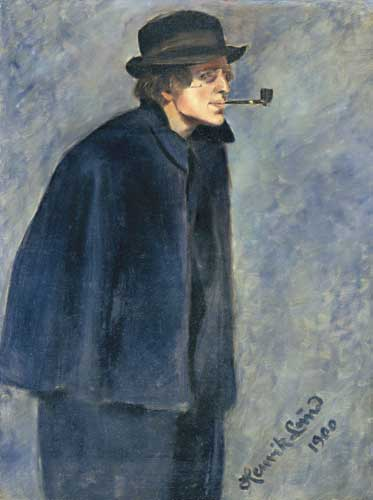
Nikolai Astrup, målad av Henrik Lund 1900.

Henrik Louis Lund, född 8 september 1879 i Bergen, död 23 december 1935 i Oslo, var en norsk konstnär.
Lund utbildade sig under ett flertal utländska studieresor och som elev till Harriet Backer. Han rönte senare påverkan av Edvard Munch och han stil utvecklades i alltmer impressionistisk riktning med en delikat kolorit samt bred och saftig penselföring. Han målade främst figurgrupper, ofta i landskap och porträtt, bland annat ett känt av Knut Hamsun. Som etsare och litograf var Lund högt skattad, och illustrerade bland annat Danska scenkonstnärer (1907) och Norska konstnärer (1909).